# Lea Salonga
Maria Lea Carmen Imutan Salonga-Chien, nota semplicemente come Lea Salonga, (Manila, 22 febbraio 1971) è un'attrice, cantante, produttrice teatrale e personaggio televisivo filippina, acclamata interprete di musical teatrali a Broadway, nel West End londinese e in patria.
Dopo essersi affermata nelle Filippine come attrice teatrale e cantante, ottenendo un primo disco d'oro all'età di dieci anni, ha raggiunto il successo internazionale con il musical Miss Saigon in scena a Londra e Broadway, che le è valso il Premio Laurence Olivier e il Tony Award alla miglior attrice protagonista in un musical. Il successo sulle scene è stato poi riconfermato durante gli anni 1990 quando ha doppiato due Principesse Disney: Jasmine in Aladdin (1992) e l'eponima protagonista in Mulan (1998).

## Biografia
Lea Salonga è nata a Manila nel 1971, figlia del retroammiraglio Feliciano Genuino Salonga e della moglie María Lygaya Alcántara Imutan. È cugina dell'attrice e modella Shay Mitchell.
Dal 2004 è sposata con Robert Charles Chien e la coppia ha avuto una figlia nel 2006.

## Carriera
Lea Salonga ha cominciato a recitare durante l'infanzia, facendo il suo debutto sulle scene nel 1978 in un allestimento di The King and I per la compagnia Repertory Philippines. Nei dieci anni successivi ha recitato assiduamente con la compagnia, interpretando l'eponima protagonista in Annie (1980) e ricoprendo diversi ruoli in classici del teatro di prosa e musicale come La gatta sul tetto che scotta (1978), Fiddler on the Roof (1978), The Sound of Music (1980), La rosa tatuata (1980), The Goodbye Girl (1982), Paper Moon (1983) e The Fantasticks (1988). Parallelamente all'attività sulle scene, nel 1981 ha inciso il suo primo album, Small Voice, poi diventato disco d'oro, mentre tra il 1983 e il 1985 ha condotto il programma televisivo Love, Lea. Sempre in questi anni ha recitato anche in qualche film, mentre nel 1988 ha pubblicato il suo secondo album, Lea, e fatto da artista d'apertura a Stevie Wonder in occasione di un concerto a Manila.
Nel 1989, mentre studiava biologia all'Università Ateneo de Manila, è stata scelta per interpretare la protagonista Kim nel musical Miss Saigon a Londra. Per la sua interpretazione sulle scene londinesi ha vinto il Laurence Olivier Award alla migliore attrice in un musical e, al suo ritorno in patria, ha ricevuto la Medaglia Presidenziale al Merito da Corazon Aquino. Nel 1991 ha esordito a Broadway con Miss Saigon e per la sua interpretazione nel ruolo di Kim ha vinto il Drama Desk Award, l'Outer Critics Circle Award, il Theatre World Award e il Tony Award alla migliore attrice protagonista in un musical. Successivamente sarebbe tornata ad interpretare Kim a Broadway nel 1999 e nel 2001. L'anno dopo il successo a Broadway, Lea Salonga ha prestato la voce alla Principessa Jasmine nel film d'animazione Disney Aladdin, diventando così l'interprete originale della canzone A Whole New World, che ha cantato anche durante la cerimonia di premiazione degli Oscar 1992 in cui il brano ha vinto il premio per la migliore canzone.
Nel 1993 è tornata sulle scene newyorchesi per interpretare Éponine nel musical Les Misérables. Negli anni successivi ha recitato nelle Filippine e Singapore come protagonista di Grease, My Fair Lady ed Into the Woods, mentre nel 1995 e nel 1996 ha interpretato nuovamente Éponine sulle scene del West End, inclusa la speciale rappresentazione per il decimo anniversario di Les Misérables. Tra il 1997 e il 2000 ha pubblicato il disco d'oro I'd Like to Teach the World to Sing e i due dischi di platino Lea... In Love (1998) e By Heart (2000). Nel 1998 ha dato la voce a un'altra eroina Disney, l'eponima protagonista di Mulan, personaggio che ha doppiato nuovamente nel sequel del 2004. Nel 2002 intanto è tornata a Broadway nel musical di Rodgers & Hammerstein Flower Drum Song e ha esordito come attrice di prosa in occasione della prima filippina del dramma Premio Pulitzer Proof in scena a Manila. Dopo diverse apparizioni televisive sia in patria che negli Stati Uniti, nel 2007 ha interpretato Fantine nel primo revival di Broadway di Les Misérables, mentre l'anno successivo ha interpretato l'eponima protagonista in una tournée asiatica del musical di Rodgers & Hammerstein Cenerentola. Nel 2010 ha interpretato Grizabella in Cats nelle Filippine e Fantine in un concerto all'O2 Arena per il venticinquesimo anniversario di Les Misérables, mentre nel 2011 ha ricevuto il premio di Disney Legends e ha fatto da giudice in occasione di Miss Universo 2011. Nel 2012 ha fatto un'altra rara apparizione nel teatro di prosa con Le Dieu du carnage in scena a Manila.
Nel 2013 è stata la protagonista di un allestimento semiscenico di Ragtime in scena al Lincoln Center e ha fatto da vocal coah nella prima stagione di The Voice of the Philippines. Nel 2015 è tornata a Broadway per la prima volta in quasi un decennio nel musical Allegiance, mentre l'anno seguente ha recitato in Crazy Ex-Girlfriend. Negli anni successivi ha recitato come protagonista in allestimenti filippini di Fun Home (2016) e Sweeney Todd: The Demon Barber of Fleet Street (2019), mentre nel 2017 ha calcato le scene di Broadway con Once on this Island diretto da Michael Arden, ricevendo la sua seconda candidatura al Grammy Award. Nel 2023 ha esordito a Broadway in veste di produttrice con il musical Here Lies Love, interpretando anche la First Lady Aurora Aquino.

## Teatro (parziale)
- The King and I, Cultural Center of the Philippines Complex di Pasay (1978)
- Fiddler on the Roof, Cultural Center of the Philippines Complex di Pasay (1978)
- Miss Saigon, Theatre Royal Drury Lane di Londra (1989; 1999)
- Miss Saigon, Broadway Theatre di Broadway (1991; 1999; 2001)
- Les Misérables, Imperial Theatre di Broadway (1993)
- My Fair Lady, Meralco Theater di Pasig (1993)
- Into the Woods, Victoria Theatre di Singapore (1993)
- Les Misérables, Palace Theatre di Londra (1996)
- They're Playing Our Song, Jubilee Hall di Singapore (1999)
- Flower Drum Song, Mark Taper Forum di Los Angeles (2001), Virginia Theatre di Broadway (2002)
- Proof, GSIS Theater di Pasay (2002)
- Baby, Meralco Theater di Pasig (2004)
- Les Misérables, Broadhurst Theatre di Broadway (2007)
- Cats, Nicanor Abelardo Theatre di Manila (2010)
- Le Dieu du carnage, Carlos P. Romulo Auditorium di Makati (2012)
- Ragtime, David Geffen Hall di New York (2013)
- Allegiance, Longacre Theatre di Broadway (2015)
- Fun Home, Carlos P. Romulo Auditorium di Makati (2016)
- Once on This Island, Circle in the Square Theatre di Broadway (2017)
- Annie, Hollywood Bowl di Los Angeles (2018)
- Sweeney Todd, The Theatre at Solaire di Parañaque, Sands Theatre di Singapore (2019)
- Here Lies Love, Broadhurst Theatre di Broadway (2023)
- Stephen Sondheim's Old Friends, Gielgud Theatre di Londra (2023), Samuel J. Friedman Theatre di Broadway (2025)
- Into the Woods, Samsung Performing Arts Theater di Makati (2025)

## Filmografia parziale

### Cinema
- Les Misérables: The Dream Cast in Concert, regia di Gavin Taylor (1990)
- Les Misérables in Concert: The 25th Anniversary, regia di Nick Morris (2010)

### Televisione
- Macy's Thanksgiving Day Parade – special (1991)
- Sesamo apriti (Sesame Street) – programma televisivo, episodio 3154 (1993)
- Così gira il mondo (As the World Turns) – soap opera, 4 episodi (2001-2003)
- E.R. - Medici in prima linea (ER) – serie TV, episodio 8x10 (2001)
- Crazy Ex-Girlfriend – serie TV, episodio 1x18 (2016)
- Pretty Little Liars: Original Sin – serie TV, 10 episodi (2022-2024)

### Doppiatrice
- Aladdin, regia di Ron Clements e John Musker (1992)
- Mulan, regia di Tony Bancroft e Barry Cook (1998)
- Il mio vicino Totoro (となりのトトロ), regia di Hayao Miyazaki (2004)[22]
- Mulan II, regia di Darrell Rooney e Lynne Southerland (2004)
- Johnny Bravo - serie TV, episodi 4x6 e 4x10 (2004)
- Disney Princess: Le magiche fiabe - Insegui i tuoi sogni (Disney Princess Enchanted Tales: Follow Your Dreams), regia di David Block (2010)
- Sofia la principessa (Sofia the First) - serie TV, episodi 1x12 e 2x12 (2012-2014)
- Centaurworld - serie TV, 18 episodi (2021)
- Little Demon - serie TV, episodi 1x6 e 1x10 (2022)

## Discografia (parziale)

### Album in studio
- 1981 – Small Voice
- 1988 – Lea
- 1993 – Lea Salonga
- 1997 – I'd Like to Teach The World to Sing
- 1998 – Lea... In Love
- 1999 – By Heart
- 2000 – Lea Salonga: The Christmas Album
- 2001 – Songs from The Screen
- 2007 – Inspired
- 2009 – Your Songs
- 2010 – Lea Salonga: Your Songs
- 2017 – Bahaghari [Rainbow]: Lea Salonga Sings Traditional Songs of the Philippines

### Album dal vivo
- 2000 – Lea Salonga Live Vol. 1
- 2000 – Lea Salonga Live Vol. 2
- 2002 – The Broadway Concert
- 2004 – Songs from Home: Live Concert Recording
- 2011 – The Journey So Far – Recorded Live at Cafe Carlyle
- 2020 – Live in Concert With The Sydney Symphony Orchestra

### Cast recording
- 1990 – Miss Saigon
- 1992 – Little Tramp
- 1992 – The King and I
- 2001 – Making Tracks
- 2002 – Flower Drum Song
- 2010 – Cinderella
- 2016 – Allegiance
- 2017 – Once On This Island

## Doppiatrici italiane
Nelle versioni in italiano dei suoi progetti televisivi e cinematografici, Lea Salonga è stata doppiata da:
- Beatrice Margiotti in Pretty Little Liars: Original Sin

Da doppiatrice è stata sostituita da:
- Rossella Ruini in Johnny Bravo, Mulan II, Disney Princess: Le magiche fiabe - Insegui i tuoi sogni
- Simona Pirone in Aladdin
- Marianna Cataldi in Mulan
- Renata Fusco in Sofia la principessa